# Gamma1 del Burí
Gamma¹ del Burí (γ¹ Caeli), és una estrella doble a la constel·lació del Burí. És aproximadament a 185 anys llum de la Terra. La component més brillant és una gegant taronja de tipus K amb una magnitud aparent de +4.55. El company és una estrella de vuitena magnitud localitzada a 3.1 arcsegons.